# Rumpal-Haus

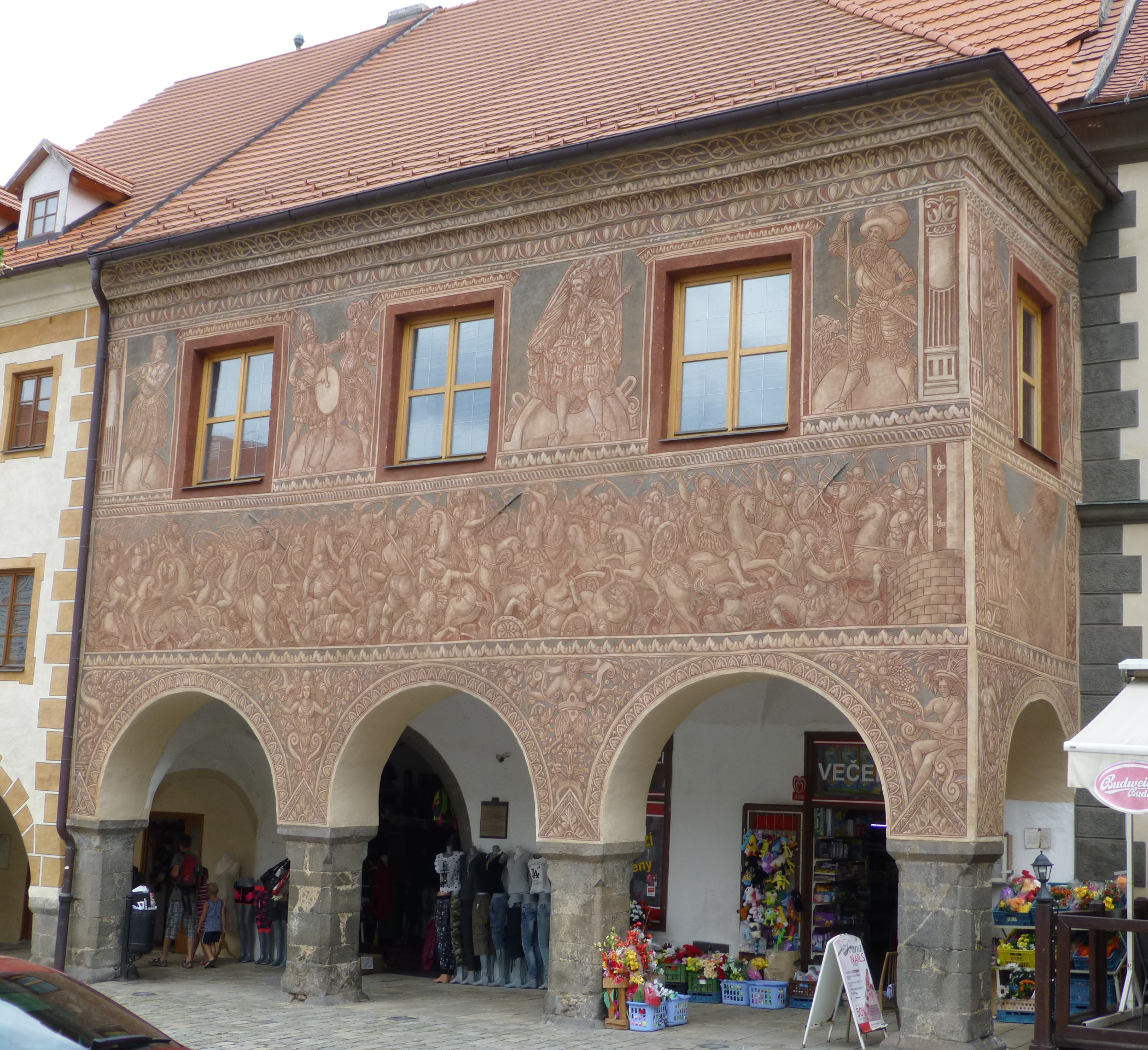
Rumpal-Haus in Prachatice

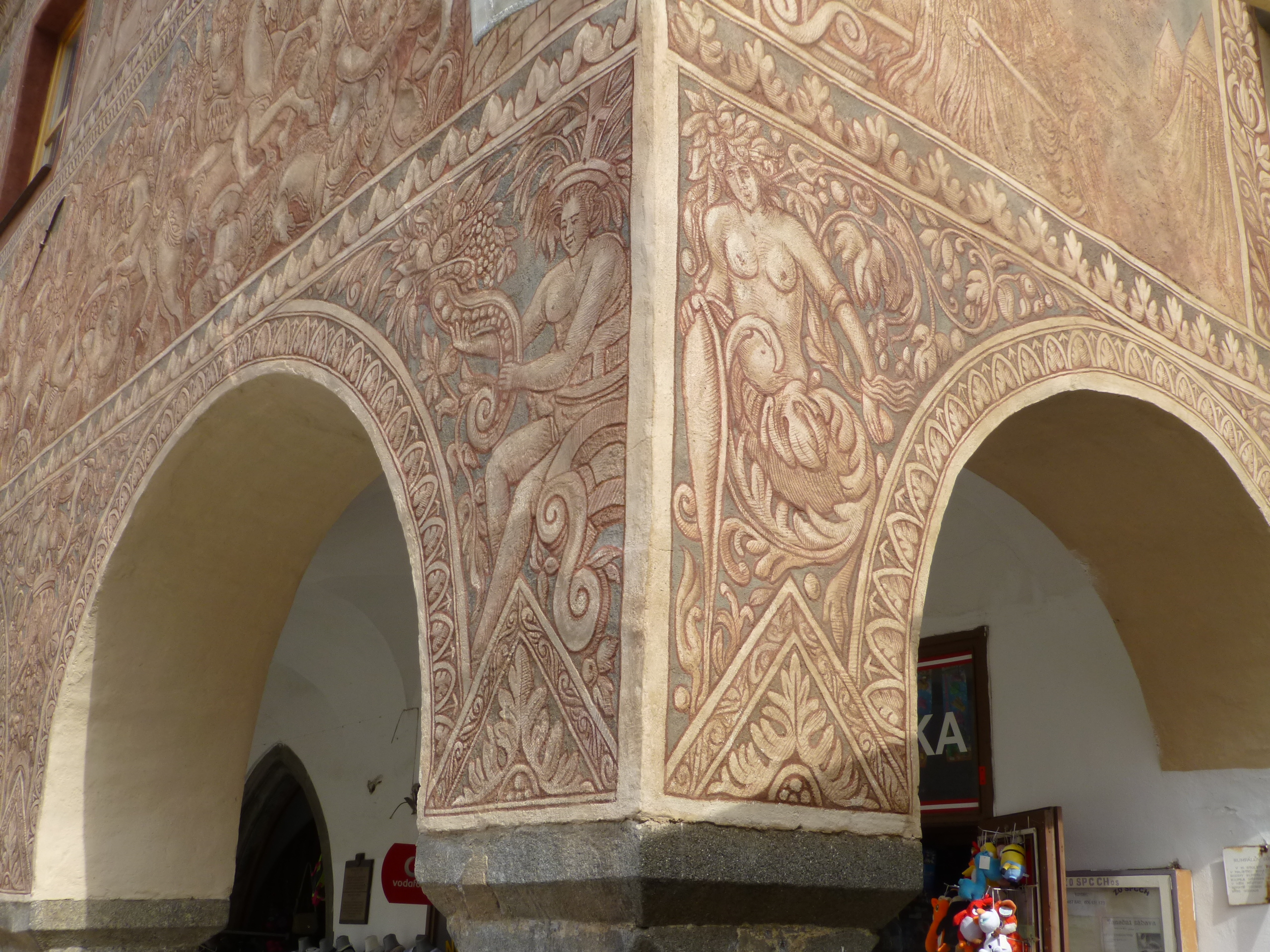
Fassadenmalerei

Das Rumpal-Haus in Prachatice (deutsch Prachatitz), einer Stadt in der Region Jihočeský kraj (Südböhmen) in Tschechien, wurde im 16. Jahrhundert errichtet. Das früher als Wohnhaus und Stadtbrauerei dienende Gebäude an der Ostseite des Marktplatzes ist seit 3. Mai 1958 ein geschütztes Kulturdenkmal.

## Geschichte
Im Jahr 1539 genehmigte Peter V. von Rosenberg die Errichtung eines neuen Häuserblocks auf der Ostfläche des ursprünglich viel größeren Stadtplatzes. Die dort neu errichteten Häuser, die sich heute zwischen Velký náměstí (Großer Platz), Kostelní náměstí (Kirchplatz), Křišťanova und Poštovní (Postgasse) befinden, zählen zu den ältesten Steinbauten der Stadt.
Das ursprünglich um 1544 errichtete spätgotische Haus wurde im Zeitraum 1560 bis 1580 zum Renaissance-Gebäude umgebaut, dessen Fassade und Arkadengang bis heute erhalten sind.
Die Familie Rumpal, die durch den Salzhandel am Goldenen Steig zu Wohlstand gekommen war, verpachtete das Haus 1663 an die Stadtgemeinde, die dort im Jahr 1671 die städtische Brauerei und später eine Mälzerei einrichtete.
Nach dem großen Stadtbrand vom 13. April 1832, bei dem 137 Stadthäuser beschädigt wurden (80 davon zerstört), wurde das Obergeschoss umgebaut und das Renaissance-Dach durch ein Satteldach ersetzt.
Bei zahlreichen Restaurierungen, zuletzt im Jahr 2009, wurde die klassizistische Fassade durch Malereien im Stile der Renaissance erneuert.

## Beschreibung
Im Erdgeschoss des Hauses befindet sich ein aus drei Arkaden bestehender Laubengang, der von den links gelegenen Nachbarhäusern mit zwei-arkadigen Lauben weitergeführt wird. Die gesamte Hausfront  ist mit schönen Sgraffito-Gemälden bedeckt, die Zwickelfüllungen der Arkadenbögen sind mit figuralen Ornamenten ausgeschmückt.

## Nutzung
Heute dient das Gebäude als Geschäftshaus.